# 八都镇 (宁德市)
八都镇，是中华人民共和国福建省宁德市蕉城区下辖的一个乡镇级行政单位。

## 行政区划
八都镇下辖以下地区：
居安社区、八都村、半山村、大坪村、福口村、海星村、韩丹村、红门里村、猴盾村、际山村、金垂村、林洋头村、闽坑村、南岗村、仁厚村、水际村、吴山村、溪池村、下汐村、下坂村、新楼村、洋头村、屿头村、云淡村、岙村和新峰村。